# متلألئة مستدقة
متلألئة مستدقة (الاسم العلمي:Luzula acuminata) هي نوع من النباتات تتبع جنس المتلألئة من الفصيلة الأسلية.